# Chiesa di San Lorenzo Martire (Fara Olivana con Sola)
La chiesa di San Lorenzo Martire è un luogo di culto cattolico situato a Sola, frazione del comune di Fara Olivana con Sola, in provincia e diocesi di Bergamo.

## Storia
La chiesa di San Lorenzo è di origine medioevale. Le chiese più antiche infatti sono "orientate": la facciata si trova esposta a ovest mentre l'abside a est, in questo modo durante la messa mattutina il celebrante, che volgeva le spalle al popolo, aveva il volto rivolto verso il "sole che sorge", simbolo di Cristo. Nel 1260 faceva già parte della pieve di Fara Olivana e con molta probabilità era collegata alla cappella sussidiaria di San Giorgio a Bettola (località situata vicino a Sola), distrutta dall'esondazione del fiume Serio in epoca molto antica.
La chiesa di Sola subì le sorti del borgo in cui si trovava e venne distrutta durante le guerre civili del XIV e XV secolo. Nei documenti delle visite pastorali del XVI secolo si parla continuamente delle "rovine della distrutta chiesa di San Lorenzo di Sola", che aveva comunque l'appannaggio di un beneficio di oltre cento pertiche di terra.
Sempre molto devoti al diacono San Lorenzo, gli abitanti di Sola fecero celebrare la messa tra le rovine della chiesetta, evitando di interrompere così la tradizione e la funzione di luogo sacro. Nei primi anni del Seicento gli abitanti di Sola ricostruirono la chiesa e ottennero che vi fosse celebrata settimanalmente la santa messa.
Fino al 1834 era solo un “piccolo Oratorio disadorno” e insufficiente ai bisogni dei residenti, ma con l'aumento della popolazione la chiesetta fu ampliata una prima volta nel 1834 mediante alcuni lavori, la cui spesa venne sostenuta dagli abitanti della frazione. Ultimati i lavori, previo permesso del Vescovo Mons. Carlo Gritti Morlacchi, la chiesa venne benedetta dall’Arciprete don Domenico Fumagalli. “La divozione del numeroso popolo accorso anche dai vicini cascinali – si legge in una nota d’archivio – fu ciò che più di tutto decorò e rese solenne il rito”.
Con l'andar del tempo l'oratorio, per il continuo crescere della popolazione, si rivelò di nuovo troppo angusto e si impose il problema dell’ampliamento, lavoro che venne eseguito nel 1899 su disegno dell'architetto Don Antonio Piccinelli. Animatore dell’impresa fu il curato don Cristoforo Zambetti, originario di San Felice al Lago e la spesa fu sostenuta dai fedeli della frazione.  Nel corso di questi lavori fu eretto il muro che separa il presbiterio dall'antica abside, trasformata in ripostiglio.  I lavori iniziati nell'anno 1899, venivano condotti felicemente a termine nel febbraio del 1900 ed il 9 agosto dello stesso anno la chiesa venne benedetta con molta solennità dal vescovo Gaetano Camillo Guindani.
Nel 1946 venne aggiunto il battistero sul lato sinistro dell’edificio.

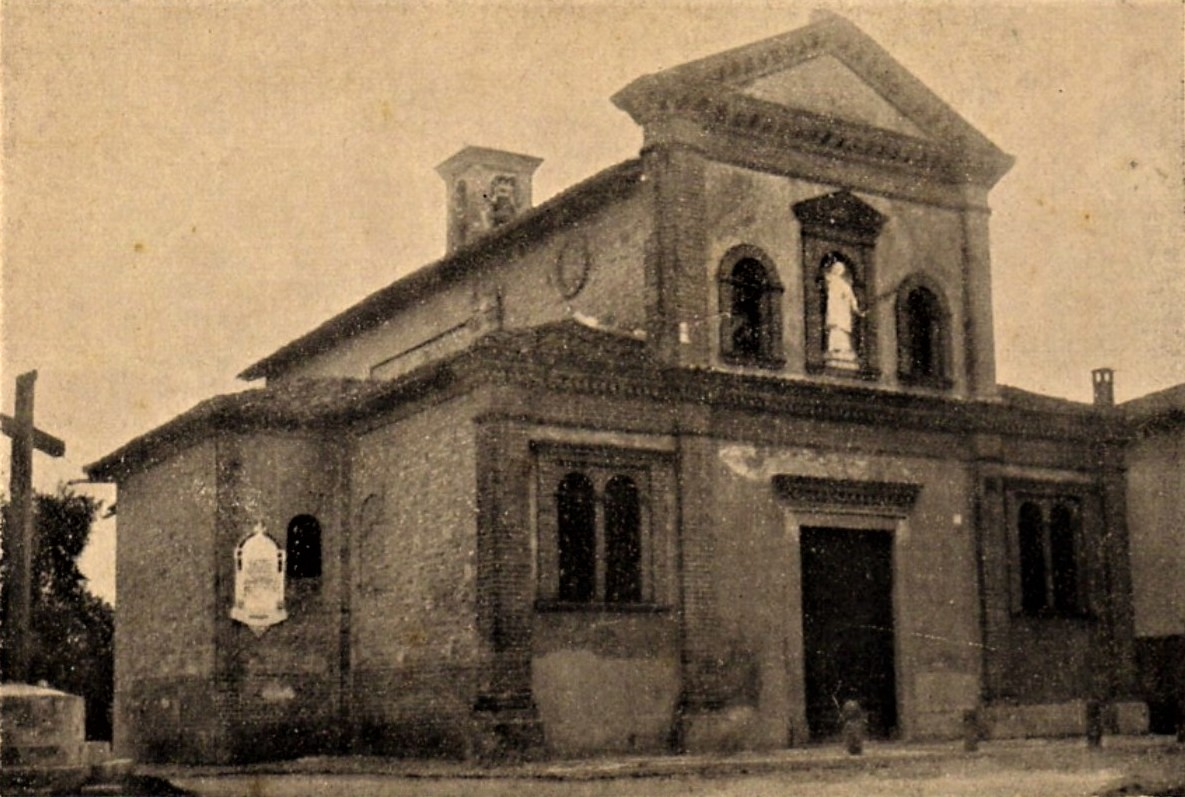
Immagine della chiesa di Sola risalente al 1945, quando ancora non era stato costruito il battistero (1946). Da notare, nell'angolo a sinistra, la presenza della croce posta a ricordo dell'Anno Santo della Redenzione 1933.

Dopo molto secoli d'attesa e grazie al fervente lavoro del curato don Giuseppe Gaverini, la chiesa divenne finalmente parrocchiale. Con decreto del 25 aprile 1947 essa fu smembrata dalla chiesa matrice di Santo Stefano di Fara Olivana. Venne così nominato il primo parroco di Sola, don Giovanni Agazzi di Solza, che morì però l'anno dopo. Il suo successore fu il martinenghese don Francesco Rizzoli che mantenne l'incarico fino al 1974.
Il 13 agosto 1947, gli abitanti della Cascina Secchi e del Cascinetto Secchi, appartenenti alla parrocchia di Mozzanica (Diocesi di Cremona), chiesero all'arcivescovo di Cremona monsignor Giovanni Cazzani di essere aggregati alla nuova parrocchia di Sola “essendo ad essa assai più vicini”, mentre la chiesa parrocchiale di Mozzanica distava circa tre chilometri. Il 28 febbraio 1948 la Santa Sede, attraverso il pronunciamento della Congregazione Concistoriale, decretava l'annessione richiesta modificando i confini delle diocesi di Cremona e di Bergamo. Adriano Bernareggi Vescovo di Bergamo, con atto esecutorio dell'8 marzo 1948 dichiarava stralciate dalla parrocchia di Mozzanica le case dette “Cascina Secchi” e “Cascinetto Secchi” annettendole a tutti gli effetti giuridici alla nuova parrocchia di Sola.
Il 1948 fu anche l'anno nel quale la chiesa venne restaurata sotto la direzione dell'ingegnere Camillo Galizzi. 

In quella occasione Ferdinando Monzio Compagnoni, che nel 1946 aveva affrescato il Battesimo di Gesù per il nuovo battistero, dipinse i dodici apostoli sul cornicione della navata centrale, le tre medaglie della volta: San Lorenzo di fronte all’imperatore di Roma; il martirio del santo sulla graticola;la Gloria di San Lorenzo in Paradiso; le Virtù sul cornicione del presbiterio (la Giustizia, la Fortezza, la Fede, e la Carità); il Santissimo Sacramento nella volta sopra l'altare ed il Transito di San Giuseppe nella navata laterale di destra. 

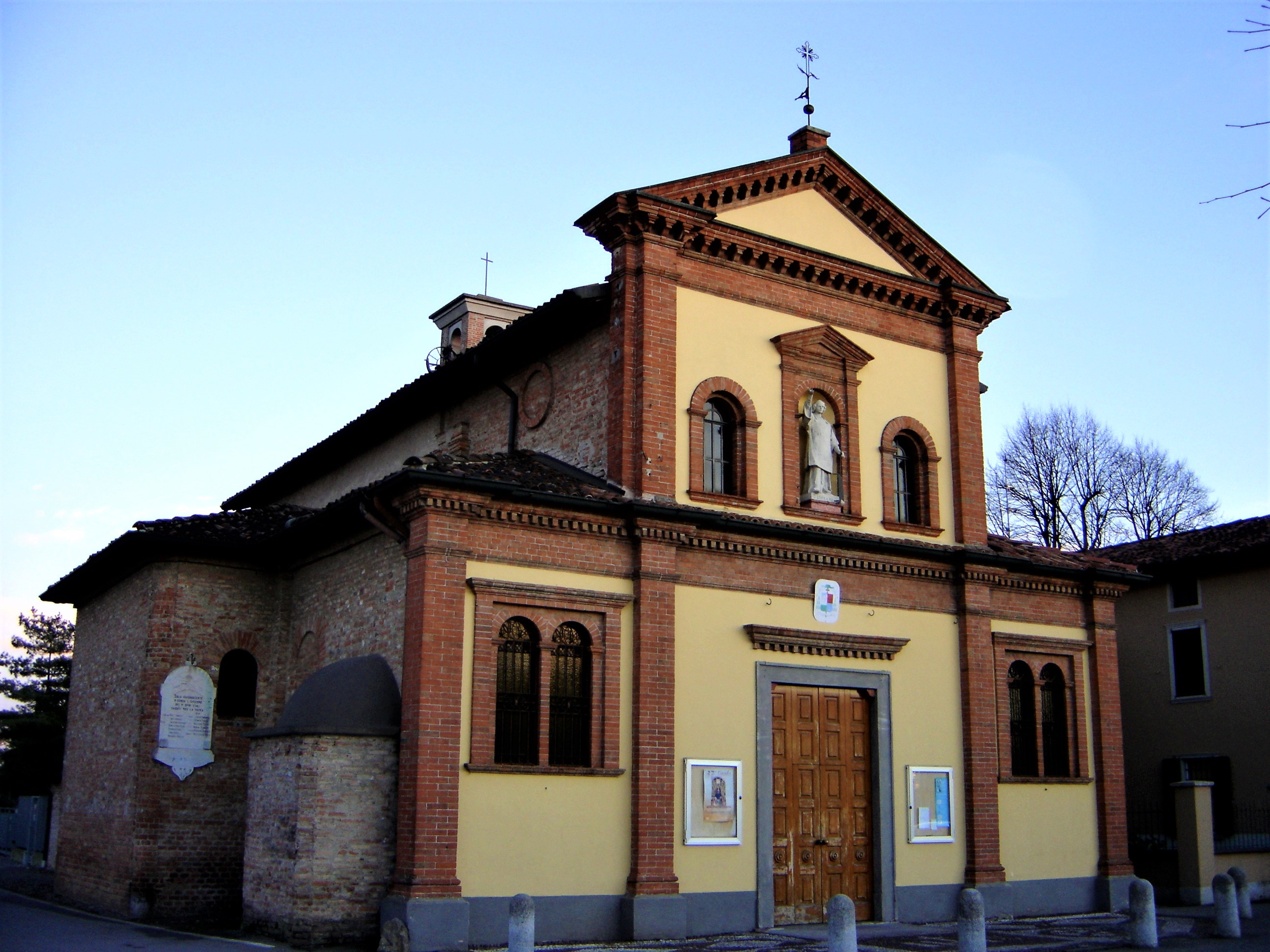
Chiesa di Sola lato nord-ovest - sotto il tetto si possono notare le aggiunte effettuate durante l'ampliamento del 1899.

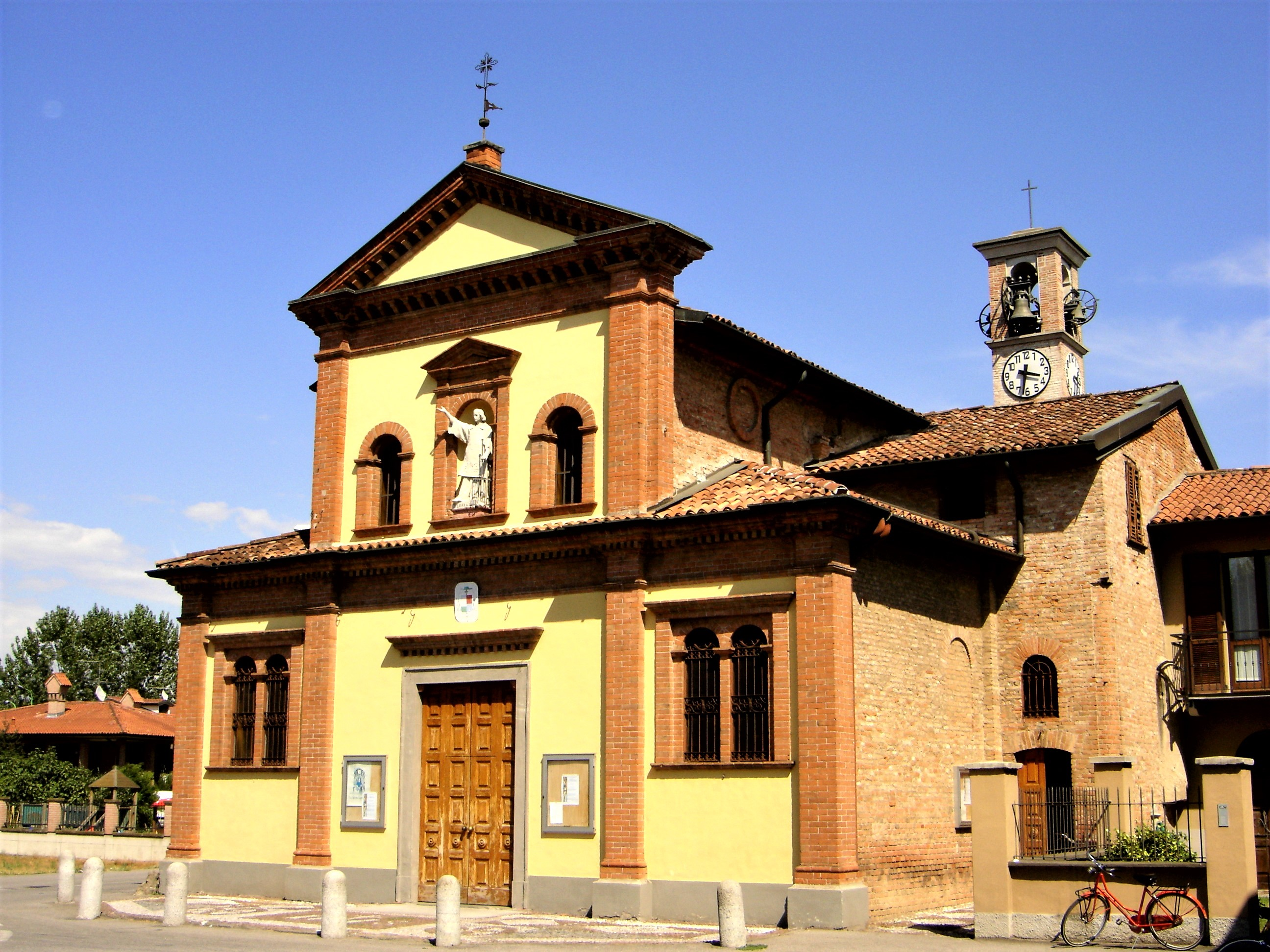
Chiesa di San Lorenzo - lato sud-ovest in una giornata di agosto

Sempre dello stesso pittore sono le coeve tele poste sul presbiterio che raffigurano: Sant’Antonio Abate, San Rocco, San Fermo e Sant’Alessandro di Bergamo.
La chiesa, risultato di distruzioni, ricostruzioni, modifiche ed ampliamenti, si presenta come una “curiosa costruzione eclettica” a tre navate spartite da dodici colonne in pietra, con archi abbinati agli estremi e serliani al centro, in corrispondenza delle cappelle laterali. La volta a botte della navata centrale è affrescata, nelle navate laterali vi sono invece volte a crociera che in concomitanza dell’altare laterale presentano ciascuna una medaglia istoriata e quattro pennacchi che accolgono le immagini di putti alati.

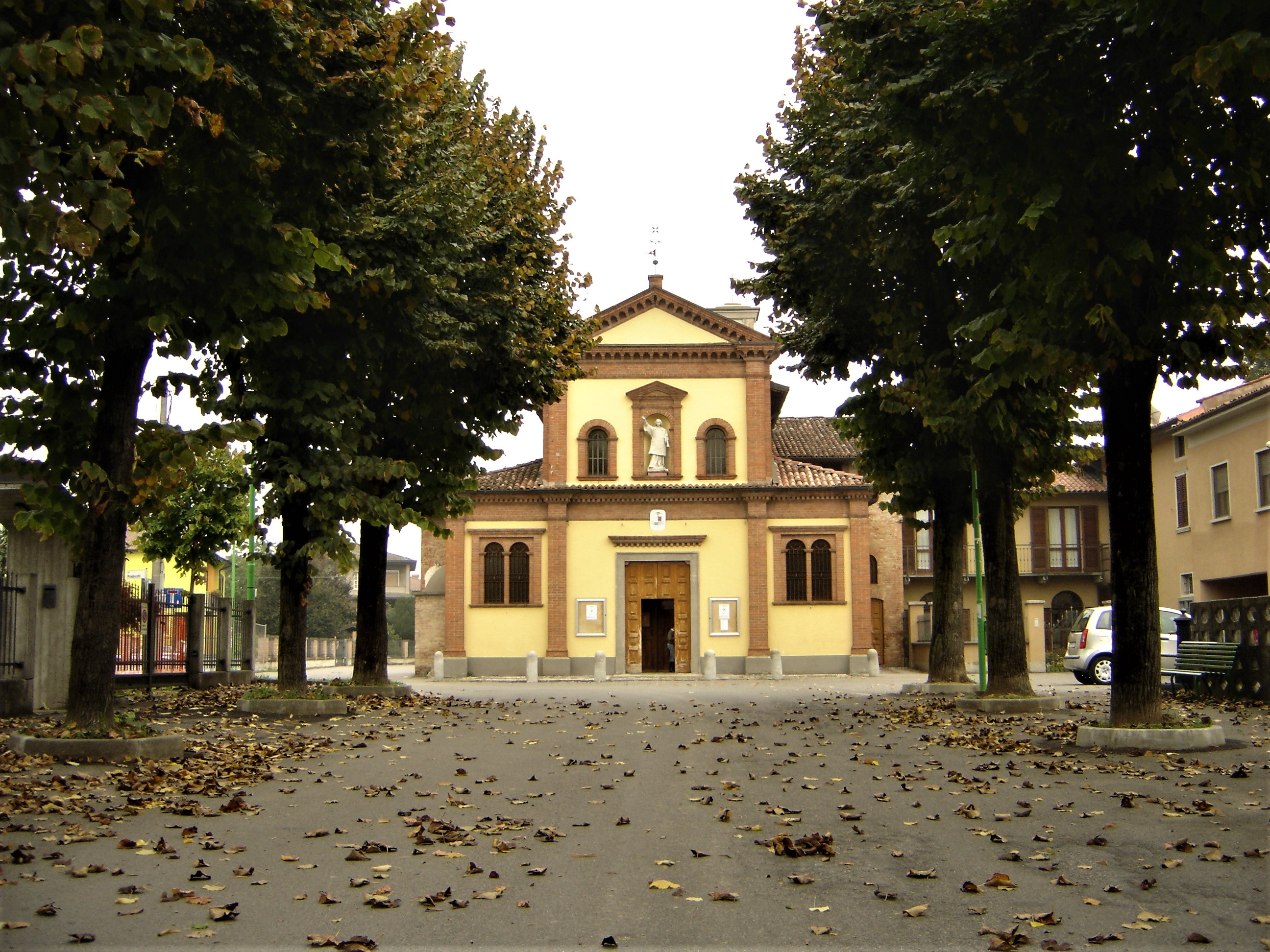
Il viale alberato all'inizio dell'autunno.

La pala d’altare raffigurante la Madonna del Rosario tra i santi Lorenzo e Stefano richiama fortemente la maniera del clusonese Domenico Carpinoni (m. 1658) ed è posta dietro l'altare maggiore. Ai lati di quest’ultimo si ammirano due spiritose statue in legno di San Pietro e di San Paolo, opere dello scultore Pietro Baroni di Bergamo che le aveva eseguite nell’anno 1834 per l’altare maggiore della chiesa Arcipresbiterale di Fara Olivana e che vennero cedute alla chiesa di Sola dall’Arciprete don Aquilino Roberti nel 1919, quando l’altare di Fara venne sostituito con l’attuale in marmo. Le statue di San Luigi e della Madonna del Rosario (1947) e quella del santo patrono provengono dalle botteghe della Val Gardena.
Nel 1977, su disegno del geometra Giuseppe Valerani fu riordinato il presbiterio per la nuova liturgia, come previsto dal Concilio Vaticano II.A quel tempo era parroco don Luigi Angelo Airoldi da Mornico al Serio.
Il 27 novembre 1994 Roberto Amadei vescovo di Bergamo, celebrò solennemente la dedicazione della chiesa e dell'altare. La chiesa di Sola venne finalmente consacrata e nuovamente dedicata al San Lorenzo diacono e martire.

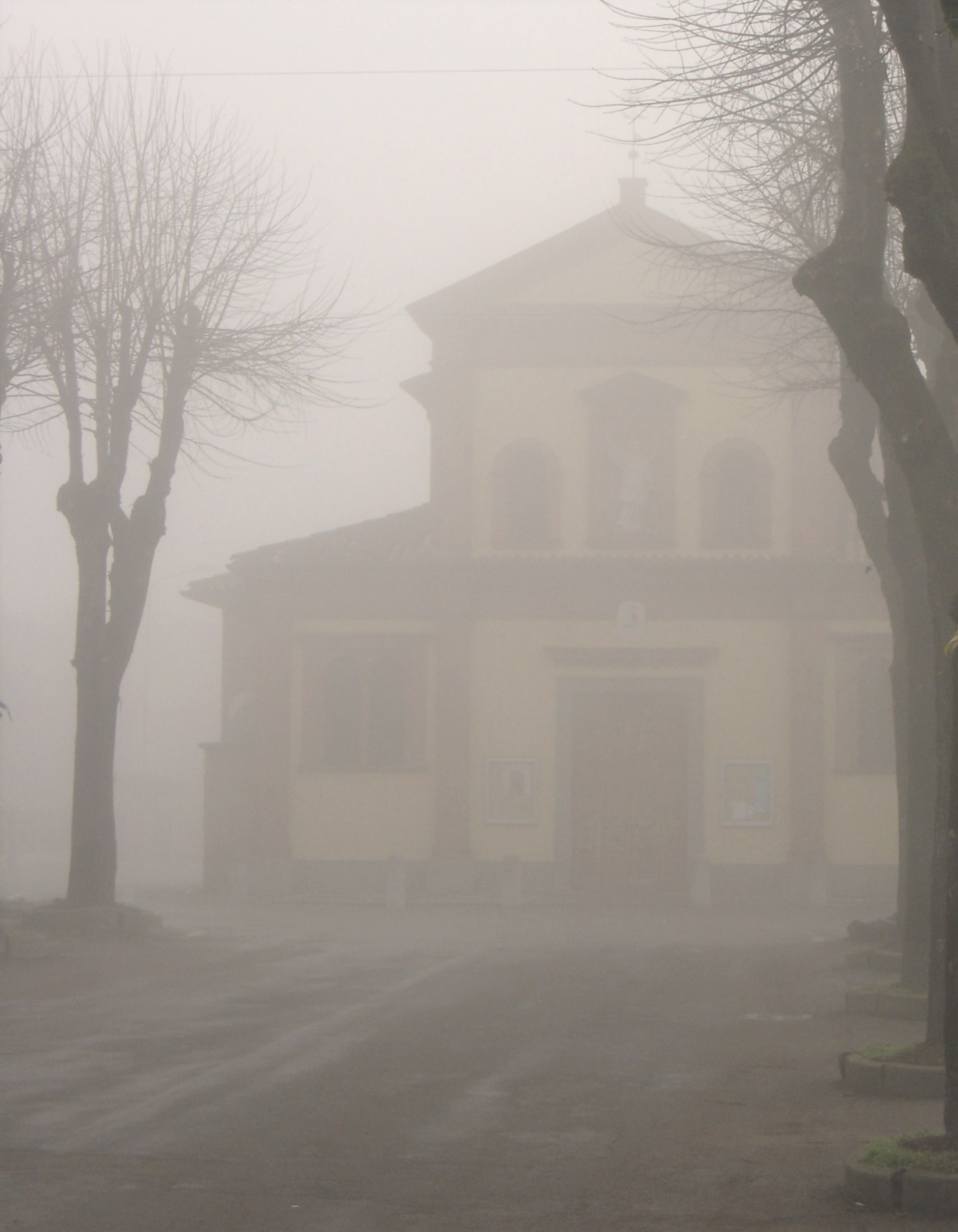
Suggestiva immagine della chiesa avvolta dalla nebbia

Nel 2008 sulla navata sinistra, tra il battistero e l'altare della Madonna del Rosario, venne dipinta un'edicola dedicata a San Giovanni XXIII. Il dipinto rappresenta una cornice in marmo riportante sulla cimasa la data di realizzazione, mentre sul bordo inferiore è iscritto il motto del papa bergamasco: “Oboedientia et pax” (Ubbidienza e pace). Al suo interno trova posto un quadro, opera del pittore Angelo Capelli raffigurante Angelo Giuseppe Roncalli, in abito corale, nell’atto di benedire chi gli sta di fronte. Il tutto è sormontato dallo stemma papale che secondo l’araldica ha la seguente blasonatura:
Di rosso, alla fascia d'argento, alla torre al naturale chiusa e finestrata di nero attraversante sul tutto e accostata in capo da due gigli d'argento, col capo patriarcale di Venezia: d'argento, al leone alato passante, guardante e nimbato, tenente con la branca anteriore destra un libro aperto recante la scritta PAX TIBI MARCE EVANGELISTA MEUS, il tutto d'oro.
Annessa alla chiesa vi è la sagrestia, ampliata una prima volta nel 1912 e successivamente nel 2010.
Dal piccolo campanile che sorge accanto alla chiesa squillavano quattro armoniose campanine acquistate dalla fonderia dei Fratelli Barigozzi di Milano nel 1885 con il contributo da Adele Ghiringhelli. La seconda e la terza campana però, vennero asportate il 23 settembre del 1942 per requisizione ordinata dal Governo Fascista. Il piccolo concerto in “mi bemolle” venne reintegrato con due campane della ditta Luigi d’Adda di Crema.
Nel 2019 è stata restaurata la facciata della chiesa ed il sagrato per il quale si è mantenuto uno stile simile alla pavimentazione in ciottoli di varie tonalità con motivi geometrici presente in precedenza.
Le memorie del sacerdote don Francesco Saverio Cavagna hanno fatto arrivare fino a noi un simpatico aneddoto riguardante la chiesa, avvenuto nel 1900:

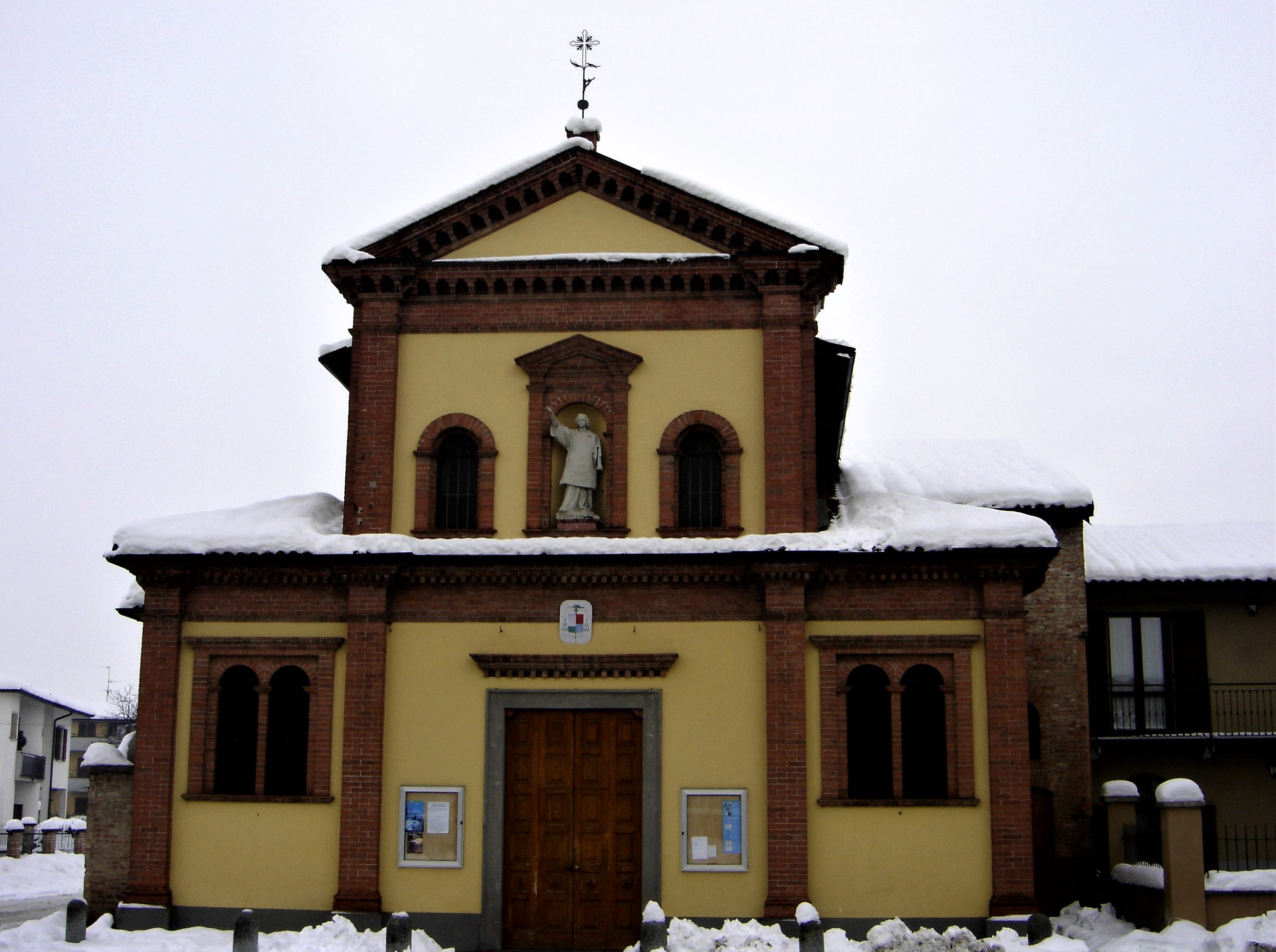
Inverno

“Adesso la chiesa è ampliata ed io il sabato devo impiegare maggior tempo e fatica a scopare, dunque aumentatemi di qualche soldo il salario” così va dicendo da qualche tempo il sacrista di Sola; ma i fabbriceri non se ne danno per intesi. Il sacrista allora che fa? Scopa la chiesa fino al punto in cui essa arrivava prima dell’ampliamento. Il popolo mormora ed i fabbriceri allora, stanchi delle lamentele di quanti si dolevano della mancanza della pulizia totale della chiesa, vengono a patti col sacrista e così questi ottiene il suo intento. Bravo il sacrista di Sola!

## Galleria d'immagini

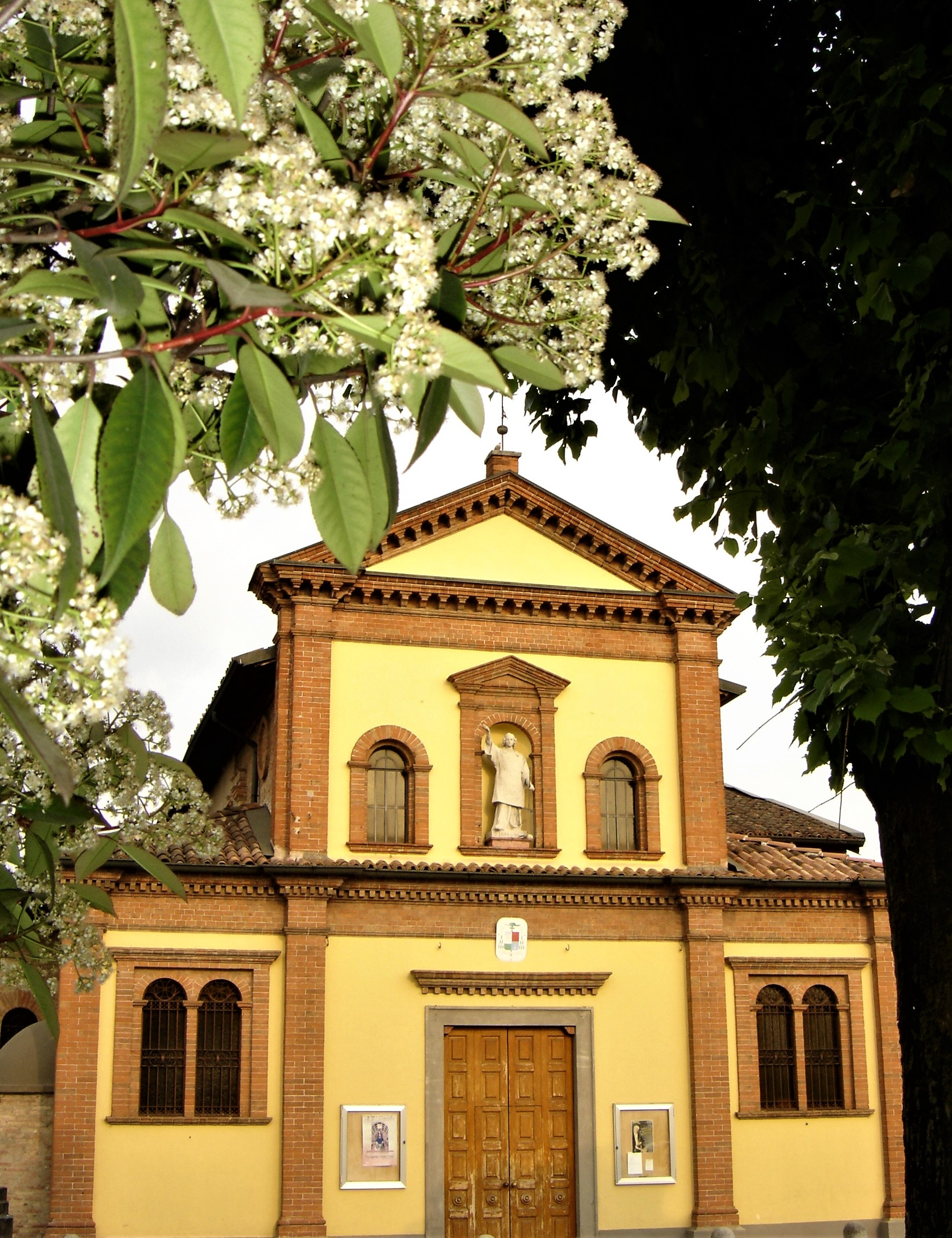
La facciata della chiesa di San Lorenzo in primavera
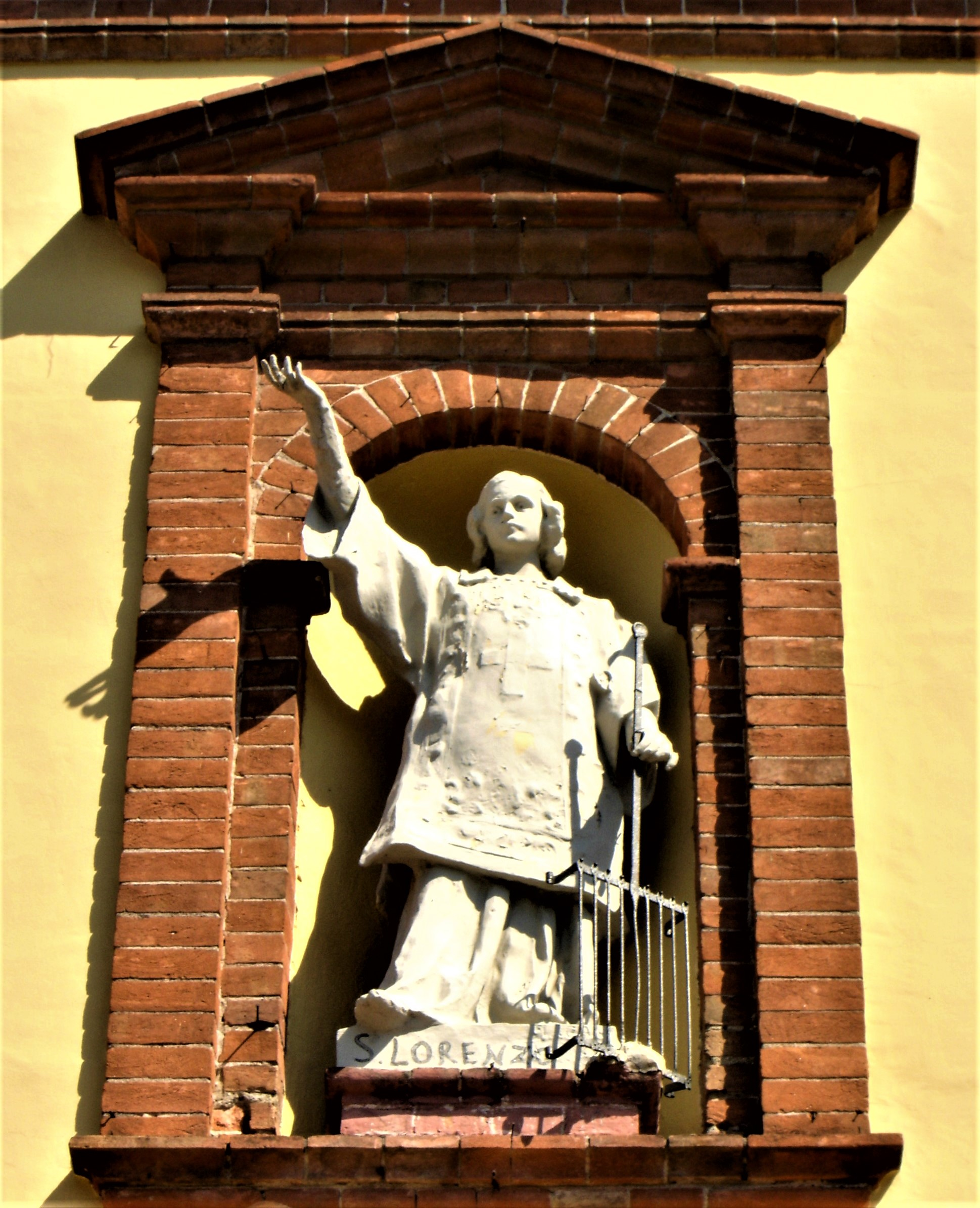
Statua di San Lorenzo posta sulla facciata della chiesa
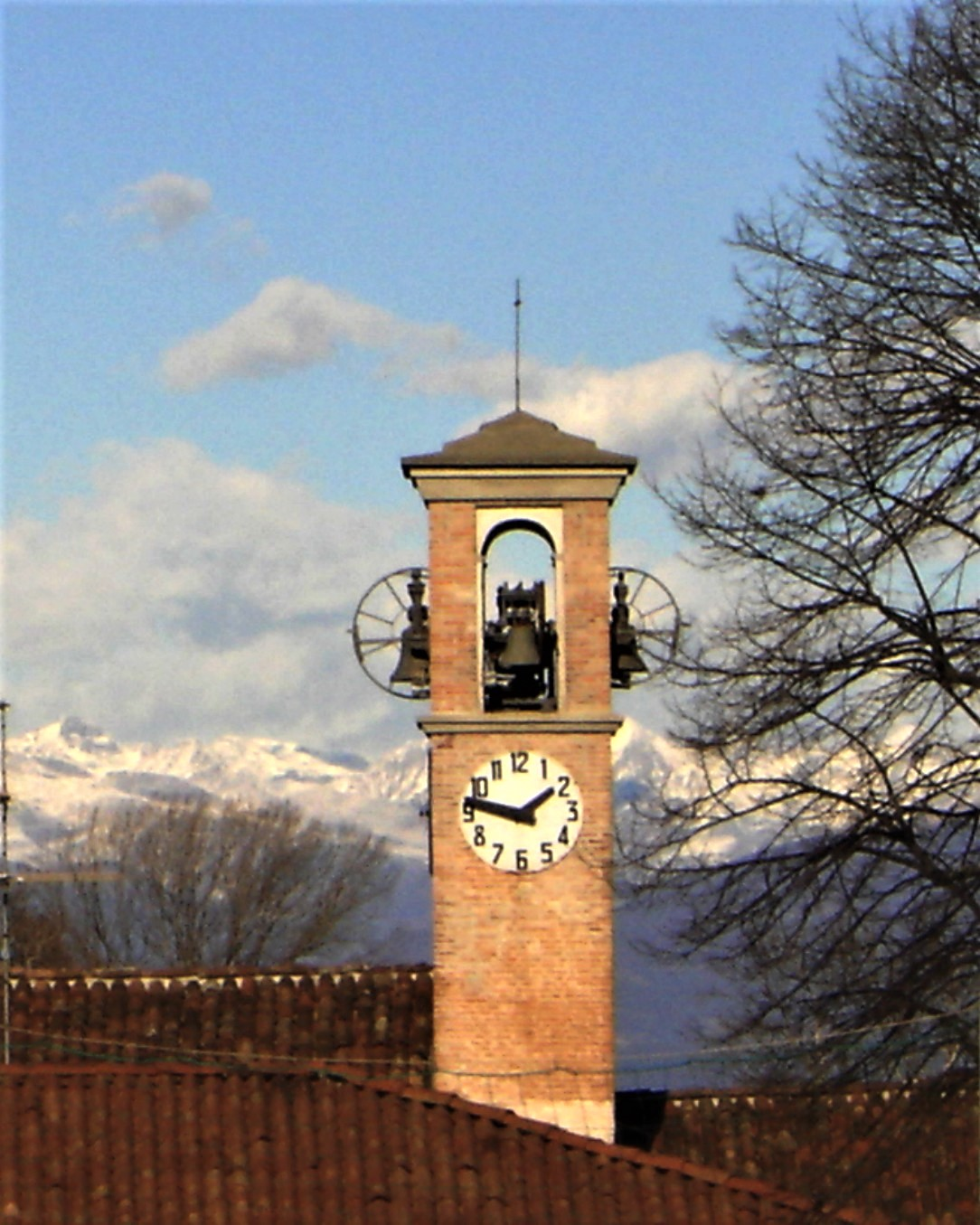
Il campanile di Sola visto da sud. Sullo sfondo le Prealpi Orobiche
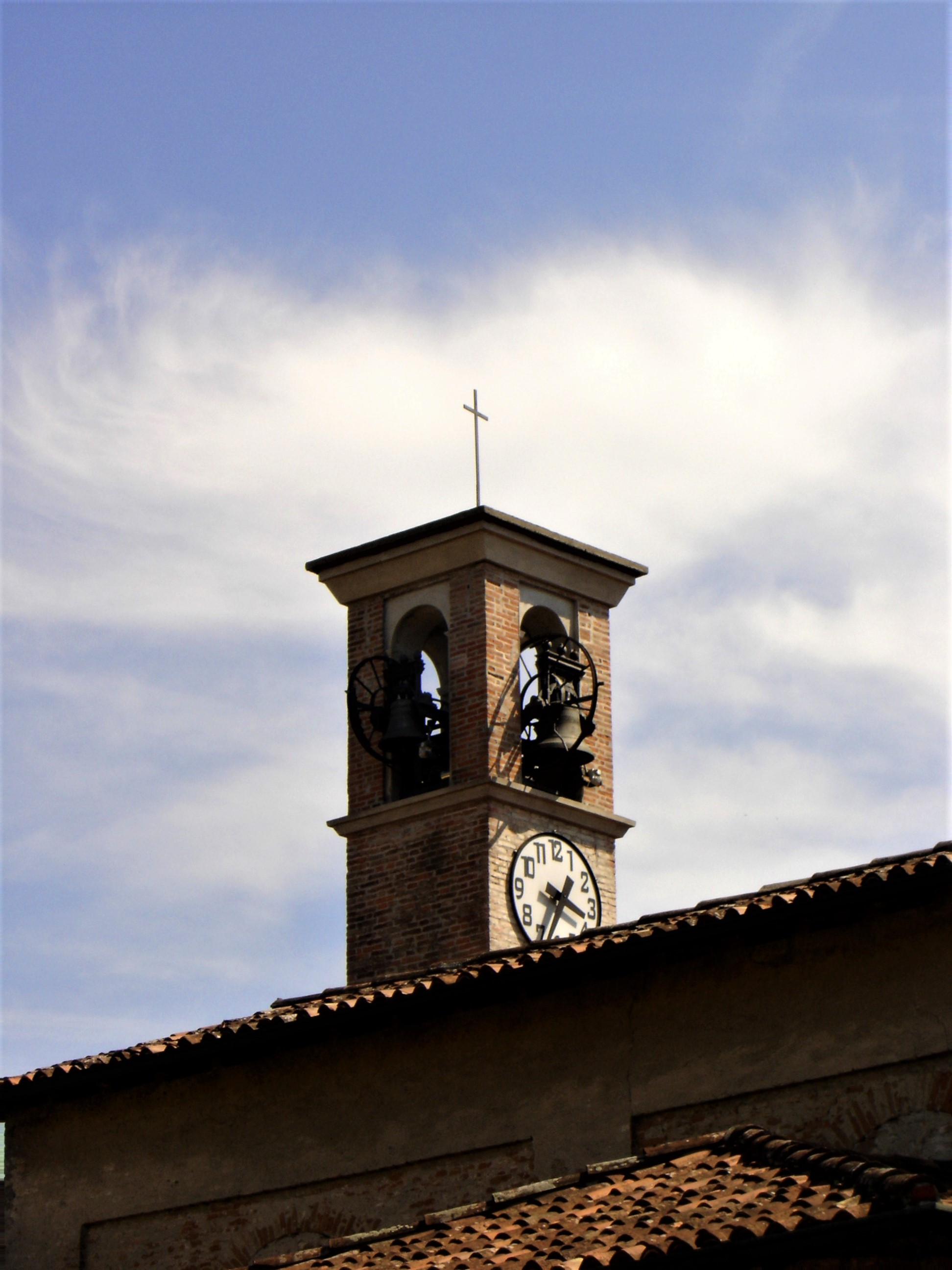
il campanile visto da un'altra angolazione
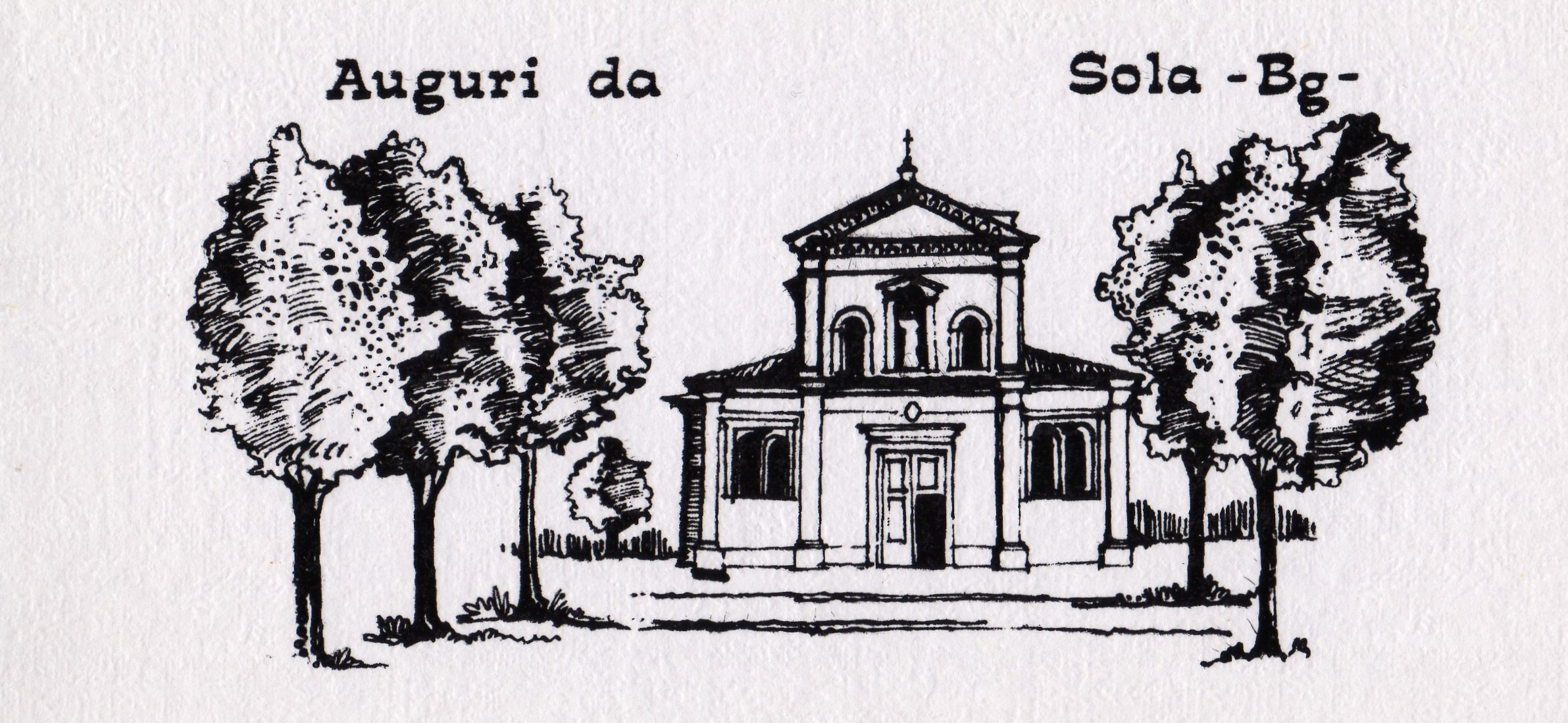
La chiesa, la piazza e il viale su un biglietto augurale in uso negli anni '90
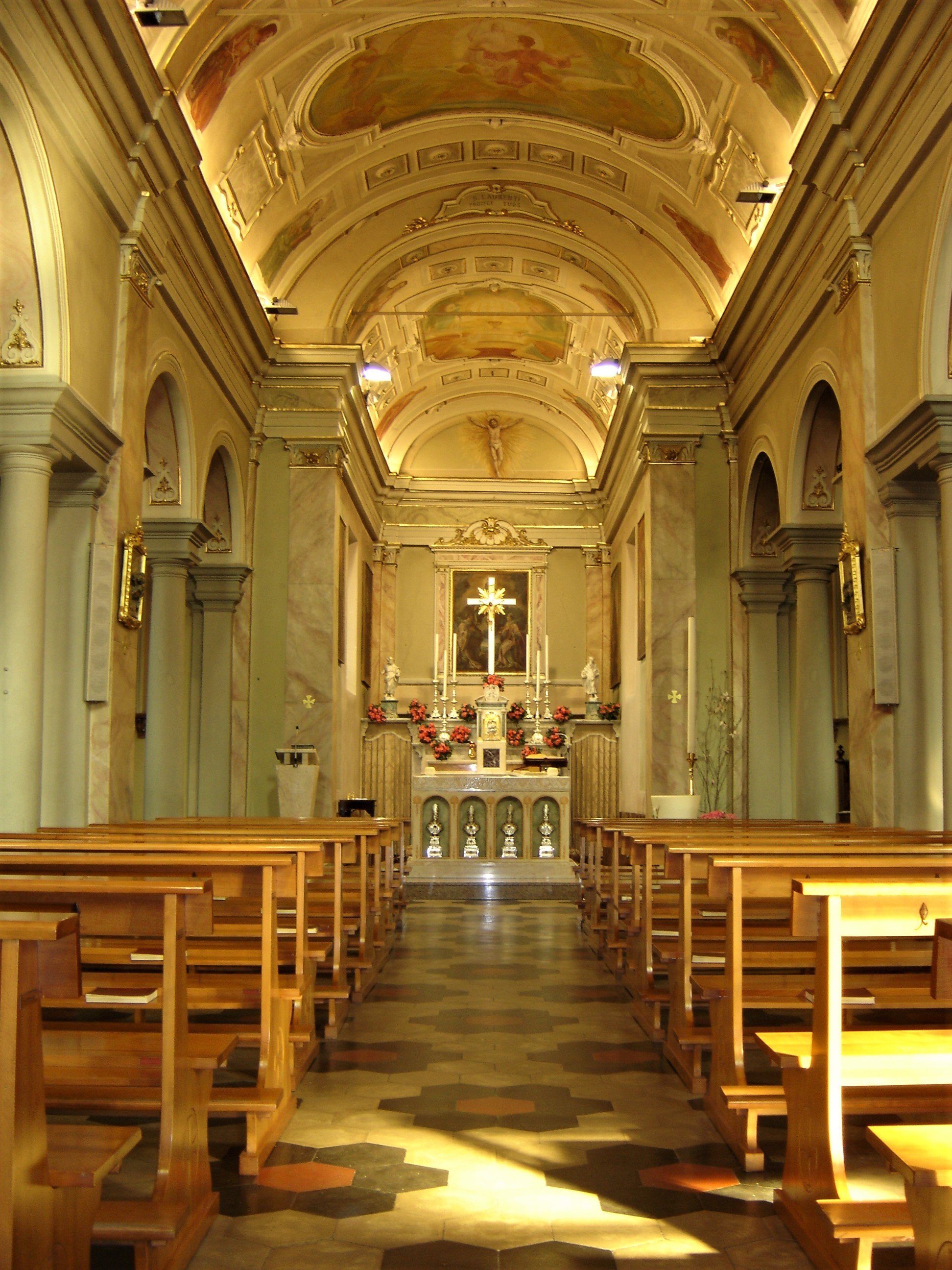
Interno della chiesa di San Lorenzo in Sola - Navata Centrale
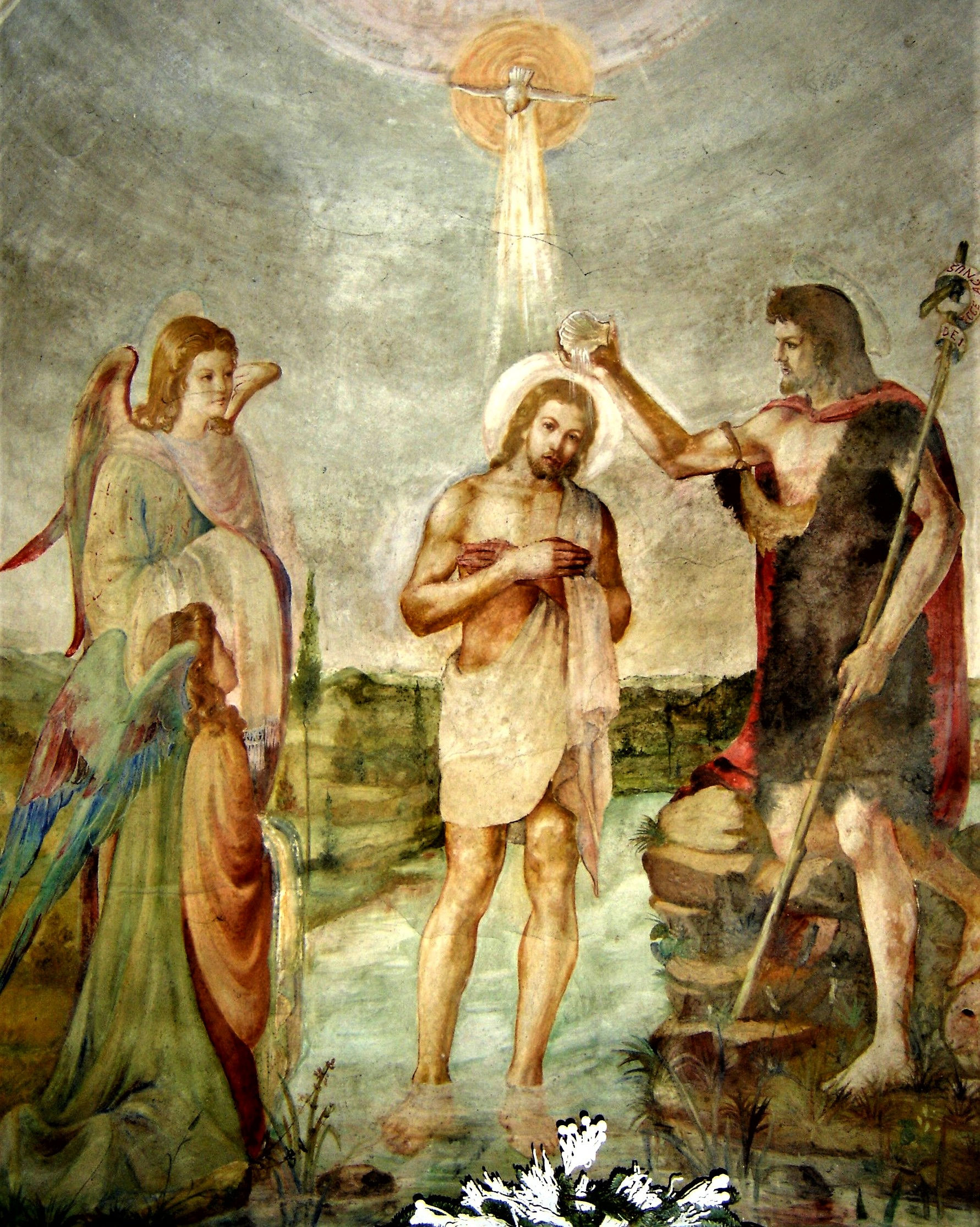
Battesimo di Gesù - Battistero della chiesa di San Lorenzo
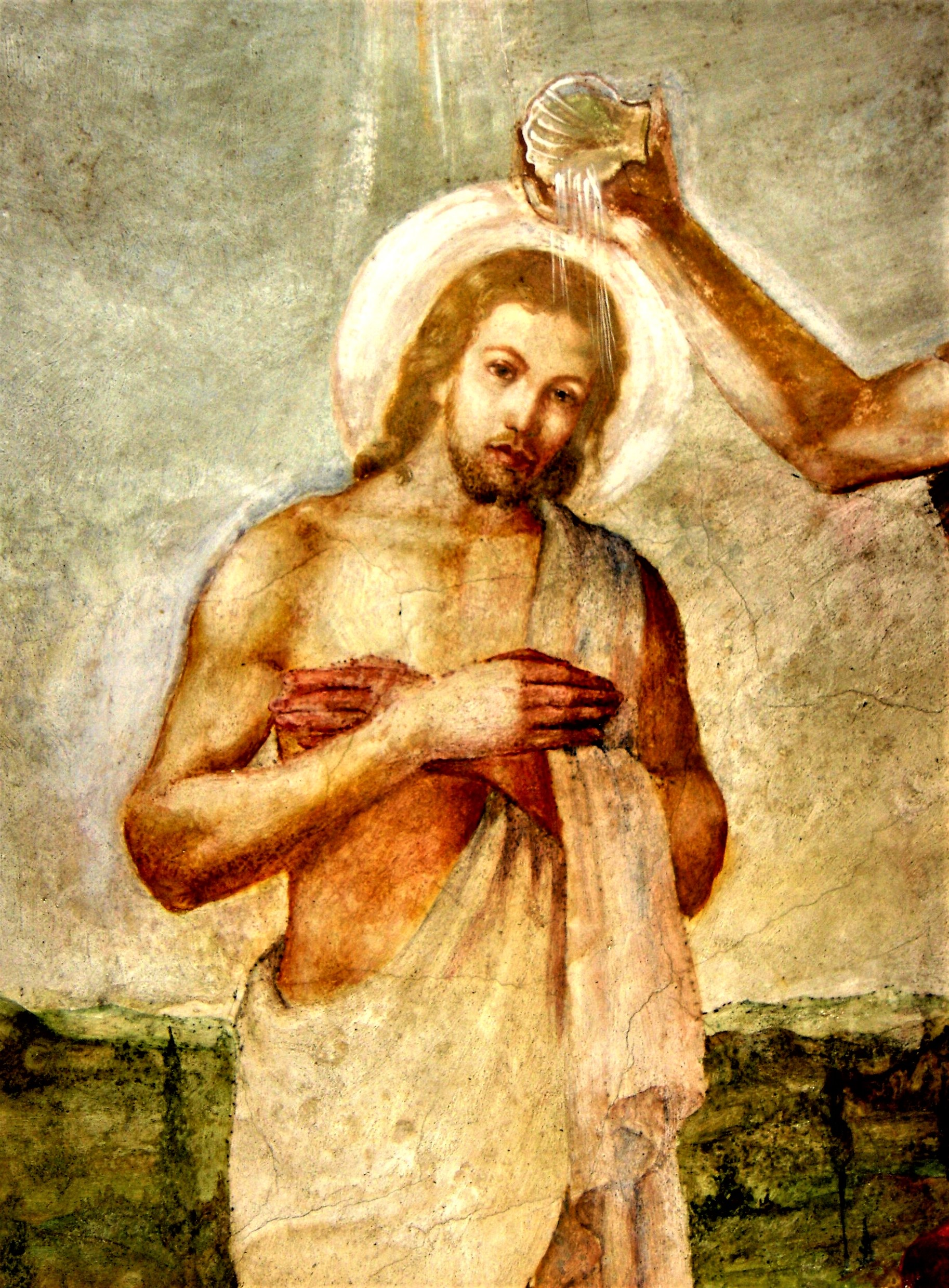
Battistero - Gesù nel Giordano
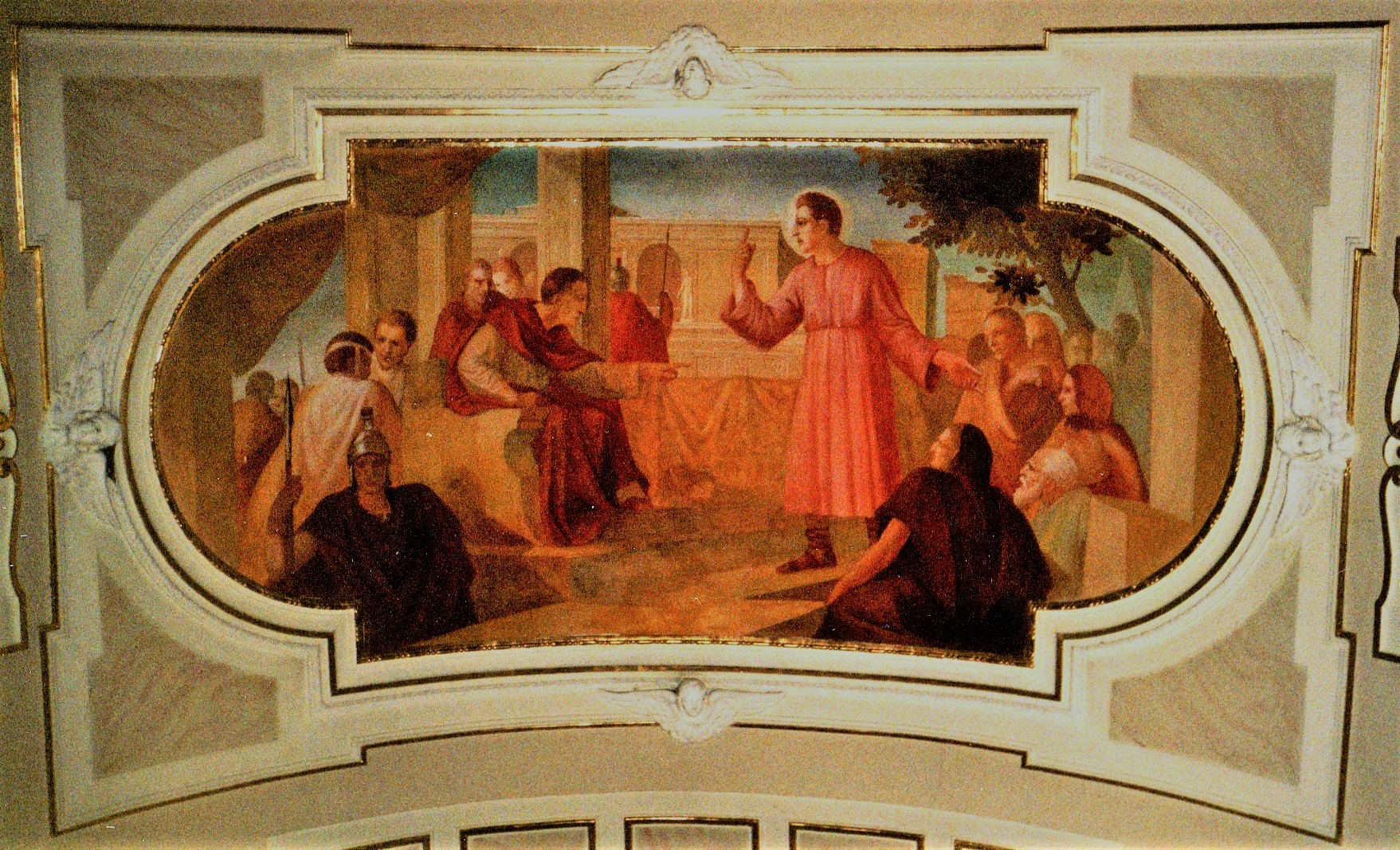
San Lorenzo di fronte all'imperatore romano
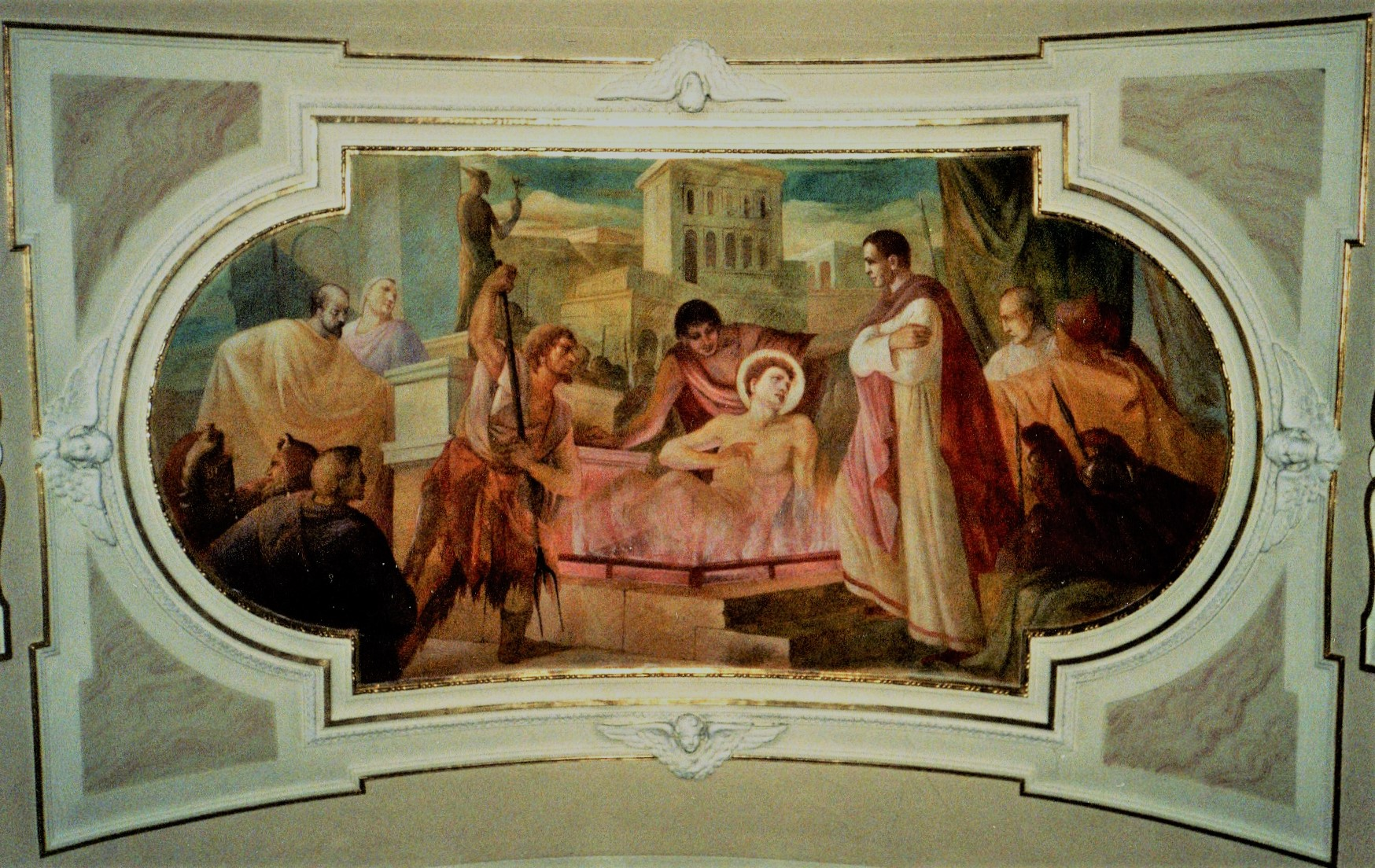
Il martirio di San Lorenzo
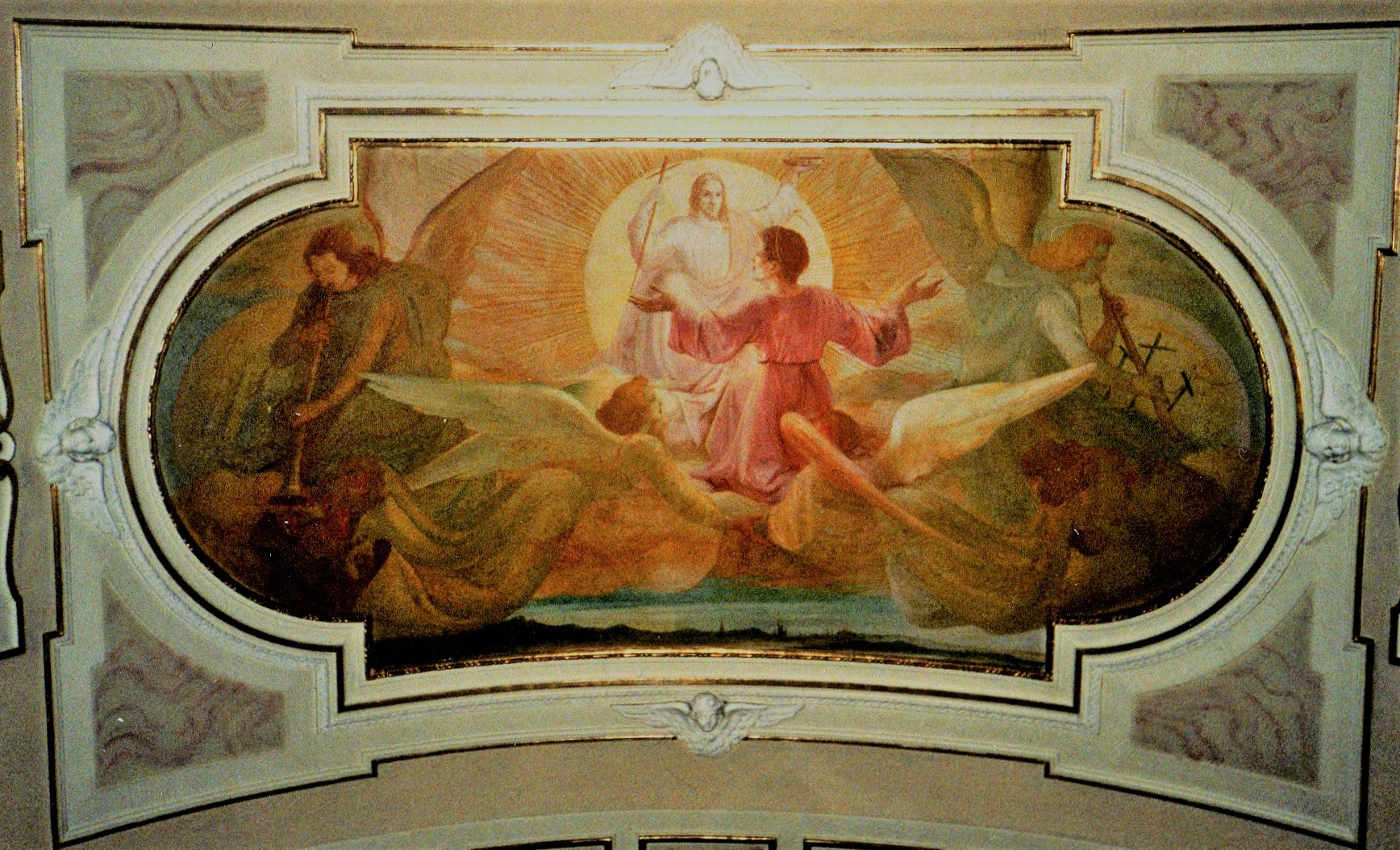
La Gloria di san Lorenzo - Volta
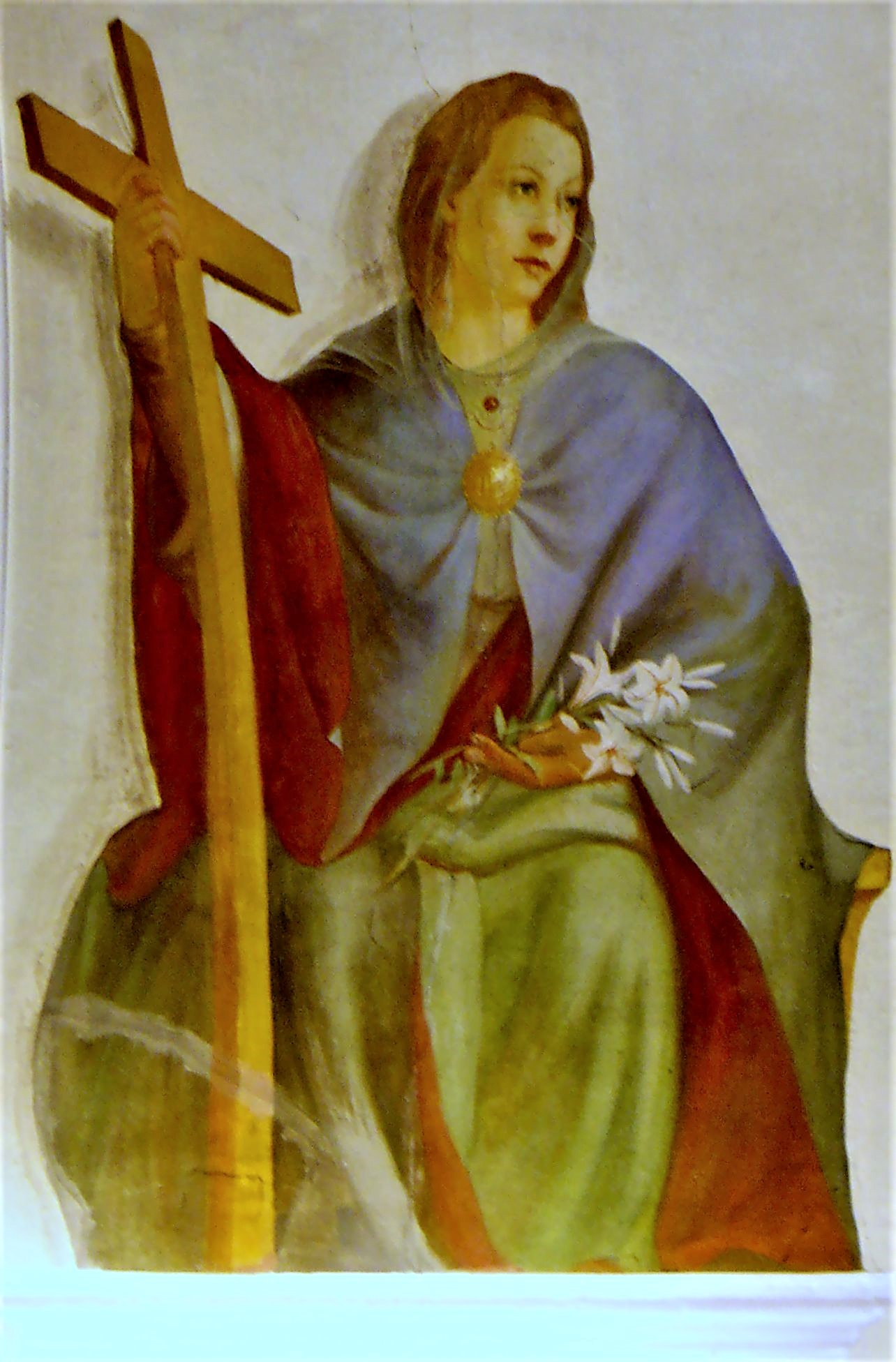
La Fede
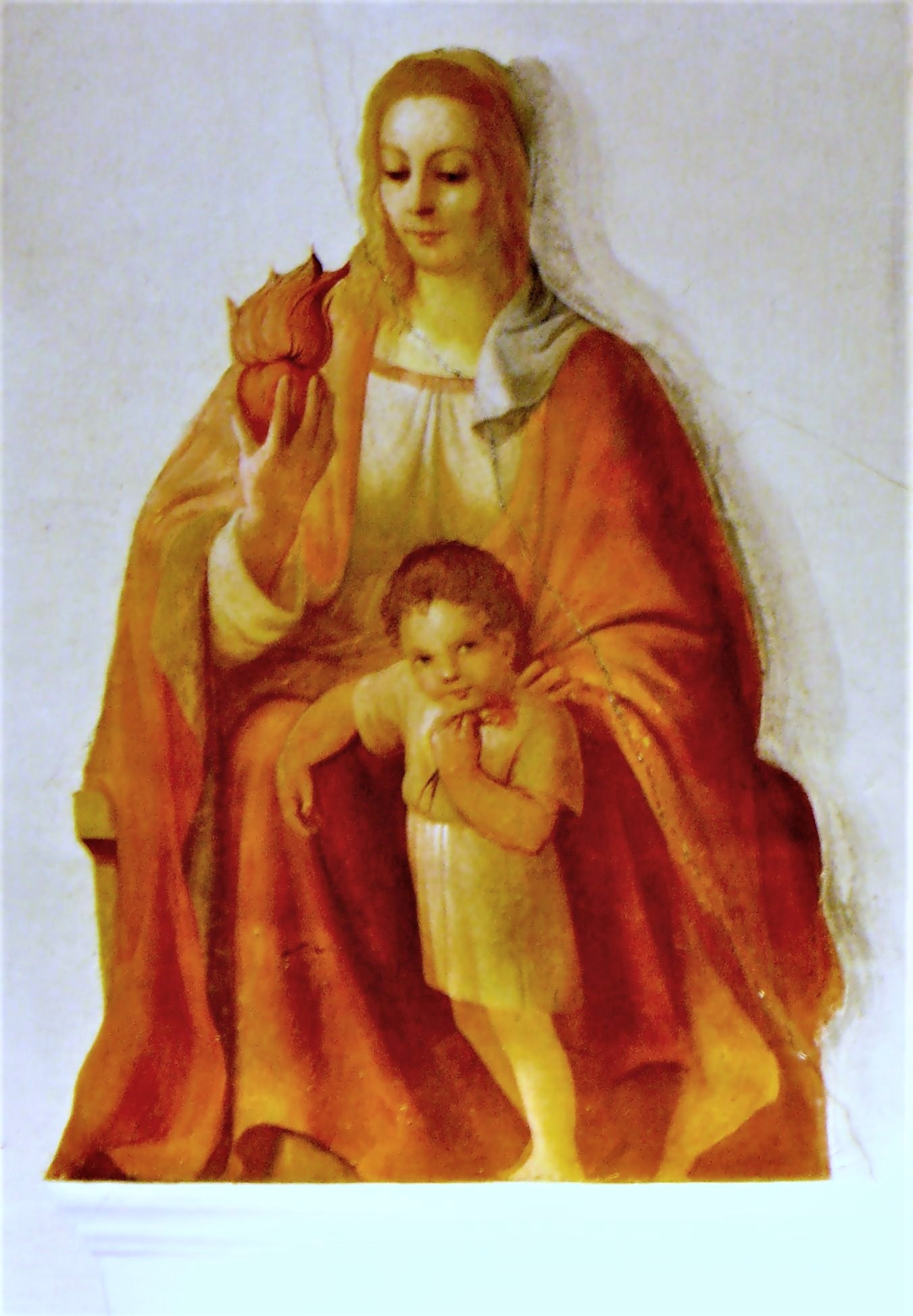
La Carità
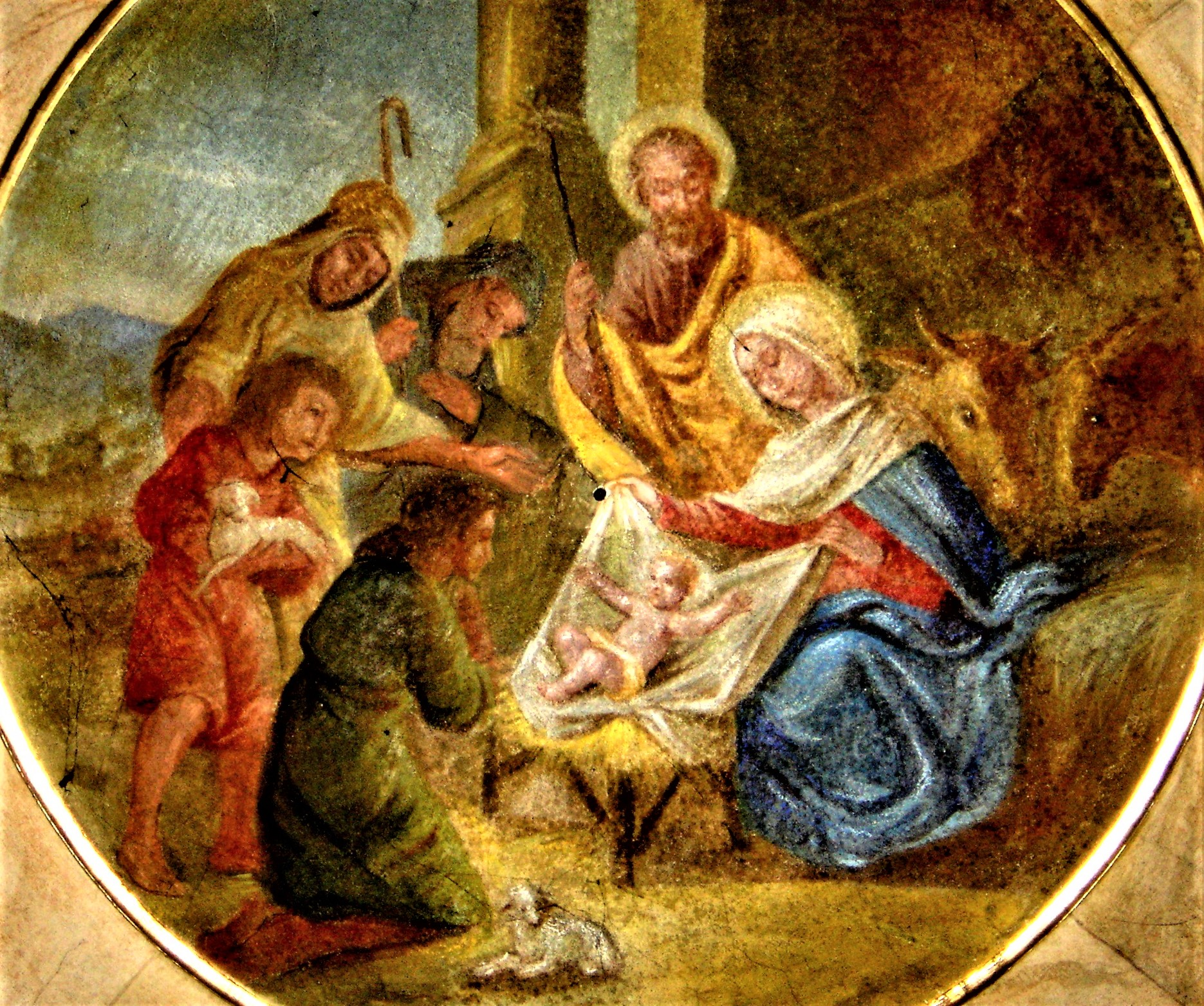
Adorazione dei pastori - Chiesa di Sola - navata laterale sinistra
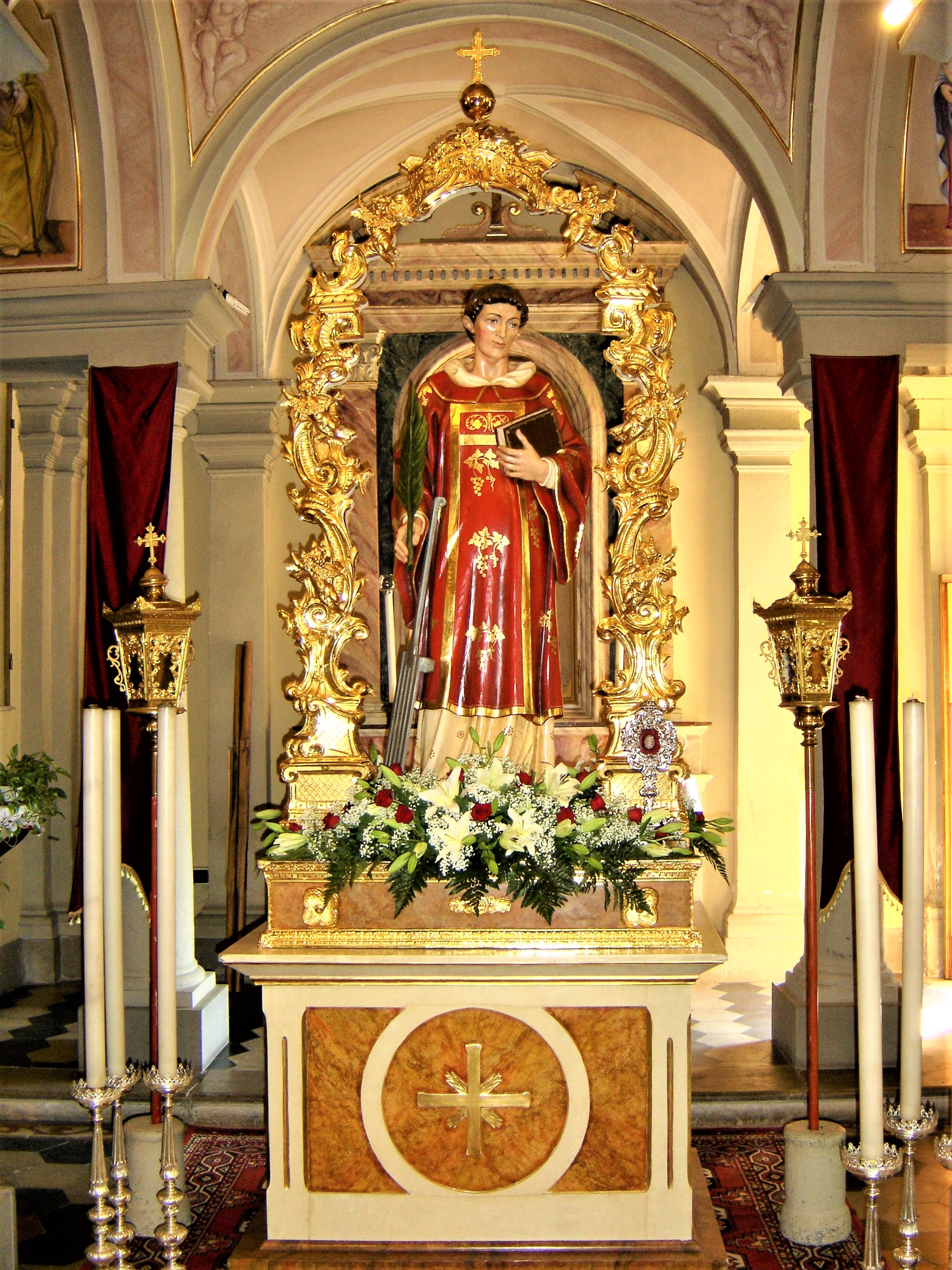
Statua di San Lorenzo - artigianato gardenese